# Episodi di The Path (terza stagione)
La terza e ultima stagione della serie televisiva The Path, composta da 13 episodi, è stata trasmessa in prima visione assoluta negli Stati Uniti da Hulu, dal 17 gennaio al 28 marzo 2018. 
In Italia la stagione è stata interamente pubblicata da Amazon Prime Video a maggio 2018.
| nº | Titolo originale        | Titolo italiano               | Prima TV USA     | Pubblicazione Italia |
| -- | ----------------------- | ----------------------------- | ---------------- | -------------------- |
| 1  | The Beginning           | L'inizio                      | 17 gennaio 2018  | maggio 2018          |
| 2  | A Beast, No More        | Una bestia, niente più        | 17 gennaio 2018  | maggio 2018          |
| 3  | Locusts                 | Locuste                       | 17 gennaio 2018  | maggio 2018          |
| 4  | De Rerum Natura         | De rerum natura               | 24 gennaio 2018  | maggio 2018          |
| 5  | Pageantry               | Lo sfarzo                     | 31 gennaio 2018  | maggio 2018          |
| 6  | Messiah                 | Messiah                       | 7 febbraio 2018  | maggio 2018          |
| 7  | The Gardens at Giverny  | I giardini di Giverny         | 14 febbraio 2018 | maggio 2018          |
| 8  | The Door                | La porta                      | 21 febbraio 2018 | maggio 2018          |
| 9  | The Veil                | Il velo                       | 28 febbraio 2018 | maggio 2018          |
| 10 | The Strongest Souls     | Le anime più forti            | 7 marzo 2018     | maggio 2018          |
| 11 | Bad Faith               | Cattiva fede                  | 14 marzo 2018    | maggio 2018          |
| 12 | A New American Religion | Una nuova religione americana | 21 marzo 2018    | maggio 2018          |
| 13 | Blood Moon              | Luna di sangue                | 28 marzo 2018    | maggio 2018          |